# Когнітивна географія
Когнітивна географія — напрям географії, що вивчає просторові представлення, механізми їх формування і використання у різних аспектах людської діяльності.

## Загальні відомості
Когнітивна географія — невід'ємна частина когнітивної науки, що вивчає пізнання і розум в усіх аспектах їх існування.
Когнітивна географія наслідує і розширює поведінкову (біхевіористську) географію. Ширший концептуальний базис когнітивної географії у порівнянні з поведінковою забезпечується більшими можливостями когнітивної науки у порівнянні з поведінковою психологією, що лежить в основі поведінкової географії.
На відміну від поведінкової психології, що вивчає поведінку людини, когнітивна психологія розглядає поведінку як елемент цілісної системи: «мова — мислення — поведінка». Аналогічним чином когнітивна географія розглядає просторову поведінку як елемент системи «мовний образ простору — просторове мислення — просторова поведінка».
Предмет вивчення когнітивної географії можна розділити на декілька зон, пов'язаних з просторовими уявленнями людей:
- психогеографічна зона (механізми сприйняття просторової інформації)
- соціогеографічна зона (масові просторові уявлення, стереотипи, оцінки і поведінка людей)
- культурно-географічна зона (просторові уявлення, закріплені і використовувані в культурі)
- лінгвогеографічна зона (просторові уявлення, закріплені і використовувані в мові)

Когнітивна географія знаходиться у тісному взаємозв'язку з картографією і геоінформатикою, соціальною географією і соціологією, політологією, культурологією, лінгвістикою і іншими науками.
Когнітивна географія — один з основних напрямів культурної географії. Культурно-географічна зона когнітивної географії входить частиною до гуманітарної географії.

## Ресурси Інтернету
- Верлен Б. Общество, действие, пространство. Альтернативная социальная география[недоступне посилання з квітня 2019] / Пер. С. П. Баньковской // Социол. обозрение. — 2001. — № 2. — Т. 1. — С. 25—46.
- Каганский В. Л. Культурный ландшафт: основные концепции в российской географии // Обсерватория культуры. — 2009. — № 1. — С. 62—70.
- |Митин И. И. От когнитивной географии к мифогеографии: интерпретации пространства и места[недоступне посилання з квітня 2019] // Первая российская конференция по когнитивной науке [Казань, 9-12 октября 2004 года]. Тезисы докладов. — Казань: Казан. гос. ун-т, 2004. — С. 163–165.
- Mark D. M., Freksa C., Hirtle S. C. Cognitive models of geographical space [Архівовано 10 Грудня 2010 у Wayback Machine.]. Int. J. Geographical Information Science. 1999. Vol. 13. No. 8. P. 747–774.
- Библиография когнитивной географии [Архівовано 12 Червня 2010 у Wayback Machine.] (англ.)
- Интервью Дмитрия Замятина электронному журналу Communitas (2005)
- Сообщество «География тоже наука» в ЖЖ [Архівовано 18 Червня 2010 у Wayback Machine.]
- Mark D. M., Freksa C., Hirtle S. C. Cognitive models of geographical space [Архівовано 10 Грудня 2010 у Wayback Machine.]. Int. J. Geographical Information Science. 1999. Vol. 13. No. 8. P. 747–774.